# Jana Thieme
Pour les articles homonymes, voir Thieme.
Jana Thieme, née le 6 juillet 1970 à Beeskow, est une rameuse d'aviron allemande. 

## Carrière
Jana Thieme termine cinquième de la finale de deux de couple en 1996 à Atlanta avec Manuela Lutze puis remporte le titre olympique en 2000 à Sydney avec Kathrin Boron. 
Aux Championnats du monde d'aviron, elle remporte six médailles d'or (en quatre de couple en 1989, en 1995, en 1997 et en 1998, en skiff en 1993 et en deux de couple en 1999) et une médaille de bronze en deux de couple en 1994.